# Wallace Diestelmeyer
Wallace William Diestelmeyer, detto Wally (Kitchener, 14 luglio 1926 – Oakville, 23 dicembre 1999), è stato un pattinatore artistico su ghiaccio canadese.

## Palmarès
Individuale maschile
| Evento                       | 1947 | 1948 |
| ---------------------------- | ---- | ---- |
| Giochi olimpici invernali    |      | 12°  |
| Campionati mondiali          |      | 9°   |
| North American Championships | 3°   |      |
| Campionati canadesi          | 2°   | 1°   |

Coppie con Suzanne Morrow
| Evento                       | 1947 | 1948 |
| ---------------------------- | ---- | ---- |
| Giochi olimpici invernali    |      | 3°   |
| Campionati mondiali          |      | 3°   |
| North American Championships | 1°   |      |
| Campionati canadesi          | 1°   | 1°   |

Coppie con Joyce Perkins
| Evento              | 1946 |
| ------------------- | ---- |
| Campionati canadesi | 1°   |

Coppie con Floraine Ducharme
| Evento              | 1942 |
| ------------------- | ---- |
| Campionati canadesi | 2°   |

Danza su ghiaccio con Suzanne Morrow
| Evento              | 1948 |
| ------------------- | ---- |
| Campionati canadesi | 1°   |